# Caballerocotyla pseudomagronum
Caballerocotyla pseudomagronum är en plattmaskart. Caballerocotyla pseudomagronum ingår i släktet Caballerocotyla och familjen Capsalidae. Inga underarter finns listade i Catalogue of Life.